# Élections régionales de 1999 en Hesse
Les élections régionales de 1999 en Hesse (en allemand : Landtagswahl in Hessen 1999) se tiennent le 7 février 1999, afin d'élire les 110 députés de la 15e législature du Landtag, pour un mandat de quatre ans.
Le scrutin est marqué par une victoire de la CDU, qui conquiert une nouvelle majorité relative. Roland Koch est investi ministre-président après avoir formé une « coalition noire-jaune » avec le FDP, qui bénéficie de l'exacte majorité absolue.

## Contexte
Aux élections régionales du 19 février 1995, la CDU du ministre fédéral de l'Intérieur Manfred Kanther, ancien ministre régional des Finances, vire en tête, réunissant 39,2 % des voix et 45 députés sur 110.
La deuxième position revient au SPD du ministre-président Hans Eichel, au pouvoir depuis 1991. Il totalise en effet 38 % des suffrages exprimés, soit 44 parlementaires. Emmenés par le vice-ministre-président Rupert von Plottnitz et par Priska Hinz, les Grünen réalisent à l'époque leur meilleur résultat régional. Ils parviennent à rassembler 11,2 % des voix, ce qui leur donne 13 sièges. À l'inverse, le FDP de Ruth Wagner stagne, puisqu'il doit se contenter de 7,5 % des exprimés et huit élus.
Eichel se maintient donc au pouvoir en confirmant sa « coalition rouge-verte » entre le SPD et les Grünen. À la suite des élections fédérales du 27 septembre 1998, le social-démocrate Gerhard Schröder met en place une coalition du même type au niveau fédéral. 
Manfred Kanther, ministre du chancelier fédéral défait Helmut Kohl, renonce à présider la CDU dans le Land. Son poste est alors transmis à Roland Koch, qui préside déjà le groupe parlementaire depuis 1993.

## Mode de scrutin
Le Landtag est constitué de 110 députés (en allemand : Mitglied des Landtags, MdL), élus pour une législature de quatre ans au suffrage universel direct et suivant le scrutin proportionnel de Hare.
Chaque électeur dispose de deux voix : la première (en allemand : Wahlkreisstimme) lui permet de voter pour un candidat de sa circonscription selon les modalités du scrutin uninominal majoritaire à un tour, le Land comptant un total de 55 circonscriptions ; la seconde voix (en allemand : Landesstimme) lui permet de voter en faveur d'une liste de candidats présentée par un parti au niveau du Land.
Lors du dépouillement, l'intégralité des 110 sièges est répartie à la proportionnelle sur la base des secondes voix uniquement, à condition qu'un parti ait remporté 5 % des voix au niveau du Land. Si un parti a remporté des mandats au scrutin uninominal, ses sièges sont d'abord pourvus par ceux-ci.
Dans le cas où un parti obtient plus de mandats au scrutin uninominal que la proportionnelle ne lui en attribue, la taille du Landtag est augmentée jusqu'à rétablir la proportionnalité.

## Campagne

### Principaux partis
| Parti | Parti                                                                              | Chef de file                         | Résultat en 1995           |
| ----- | ---------------------------------------------------------------------------------- | ------------------------------------ | -------------------------- |
|       | Union chrétienne-démocrate d'Allemagne Christlich Demokratische Union Deutschlands | Roland Koch                          | 39,2 % des voix 45 députés |
|       | Parti social-démocrate d'Allemagne Sozialdemokratische Partei Deutschlands         | Hans Eichel (Ministre-président)     | 38,0 % des voix 44 députés |
|       | Alliance 90 / Les Verts Bündnis90/Die Grünen                                       | Priska Hinz et Ruppert von Plottnitz | 11,2 % des voix 13 députés |
|       | Parti libéral-démocrate Freie Demokratische Partei                                 | Ruth Wagner                          | 7,5 % des voix 8 députés   |

### Sondages
| Institut                | Date       | CDU    | SPD    | Verts  | FDP   |
| ----------------------- | ---------- | ------ | ------ | ------ | ----- |
| Institut                | Date       |        |        |        |       |
| Polis                   | 30/01/1999 | 36 %   | 41 %   | 10 %   | 8 %   |
| Forschungsgruppe Wahlen | 29/01/1999 | 39 %   | 42 %   | 8,5 %  | 5,5 % |
| Infratest dimap         | 28/01/1999 | 37,5 % | 42 %   | 10 %   | 7 %   |
| Forsa                   | 20/01/1999 | 36 %   | 40 %   | 11 %   | 7 %   |
| Forsa                   | 14/01/1999 | 37 %   | 38 %   | 12 %   | 7 %   |
| Infratest dimap         | 14/01/1999 | 39 %   | 42 %   | 9 %    | 6 %   |
| Forschungsgruppe Wahlen | 04/12/1998 | 37 %   | 45 %   | 9 %    | 4 %   |
| Forschungsgruppe Wahlen | 06/11/1998 | 38 %   | 43 %   | 10 %   | 4 %   |
| Dernières élections     | 19/02/1995 | 39,2 % | 38,0 % | 11,2 % | 7,5 % |

## Résultats

### Voix et sièges
|                                   | Union chrétienne-démocrate d'Allemagne (CDU)       | Union chrétienne-démocrate d'Allemagne (CDU)       | 1 265 942 | 45,34 | 34        | 4             | 1 215 783 | 43,42 | 16 | 50  | 5             |  |  |  |
|                                   | Parti social-démocrate d'Allemagne (SPD)           | Parti social-démocrate d'Allemagne (SPD)           | 1 158 663 | 41,50 | 21        | 4             | 1 102 544 | 39,37 | 25 | 46  | 2             |  |  |  |
|                                   | Alliance 90 / Les Verts (Grünen)                   | Alliance 90 / Les Verts (Grünen)                   | 168 325   | 6,03  | 0         | en stagnation | 201 914   | 7,21  | 8  | 8   | 5             |  |  |  |
|                                   | Parti libéral-démocrate (FDP)                      | Parti libéral-démocrate (FDP)                      | 98 095    | 3,51  | 0         | en stagnation | 142 845   | 5,10  | 6  | 6   | 2             |  |  |  |
|                                   | Les Républicains (REP)                             | Les Républicains (REP)                             | 79 273    | 2,84  | 0         | en stagnation | 75 114    | 2,68  | 0  | 0   | en stagnation |  |  |  |
|                                   | Parti de protection des animaux (Tierschutzpartei) | Parti de protection des animaux (Tierschutzpartei) | 2 056     | 0,07  | 0         | Nv.           | 12 856    | 0,46  | 0  | 0   | Nv.           |  |  |  |
|                                   | Fédération des citoyens libres (BFB)               | Fédération des citoyens libres (BFB)               | 8 760     | 0,31  | 0         | en stagnation | 10 811    | 0,39  | 0  | 0   | en stagnation |  |  |  |
|                                   | Autres                                             | Autres                                             | 10 732    | 0,38  | 0         | en stagnation | 38 505    | 1,37  | 0  | 0   | en stagnation |  |  |  |
|                                   |                                                    |                                                    |           |       |           |               |           |       |    |     |               |  |  |  |
| Votes valides                     | Votes valides                                      | Votes valides                                      | 2 791 846 | 98,11 |           |               | 2 800 372 | 98,41 |    |     |               |  |  |  |
| Votes blancs et nuls              | Votes blancs et nuls                               | Votes blancs et nuls                               | 53 740    | 1,89  | 45 214    | 1,59          |           |       |    |     |               |  |  |  |
| Total                             | Total                                              | Total                                              | 2 845 586 | 100   | 55        | en stagnation | 2 845 586 | 100   | 55 | 110 | en stagnation |  |  |  |
| Abstentions                       | Abstentions                                        | Abstentions                                        | 1 436 811 | 32,55 |           |               | 1 436 811 | 32,55 |    |     |               |  |  |  |
| Nombre d'inscrits / participation | Nombre d'inscrits / participation                  | Nombre d'inscrits / participation                  | 4 282 397 | 66,45 | 4 282 397 | 66,45         |           |       |    |     |               |  |  |  |